# Moineau du Cap-Vert
Passer iagoensis
Espèce
Statut de conservation UICN

 LC  : Préoccupation mineure
Le Moineau du Cap-Vert (Passer iagoensis) ou Moineau à dos roux, est une espèce d'oiseau appartenant à la famille des Passeridae.

## Description
Cet oiseau mesure environ 13 cm de longueur.
Le mâle adulte du Moineau du Cap-Vert se distingue aisément du Moineau domestique et du Moineau espagnol, plus grands, par la très petite bavette noire à la gorge, les côtés de la tête roussâtres contrastant avec la calotte et la nuque grises et le croupion roux.
La femelle adulte et le juvénile ressemblent à un petit Moineau domestique femelle mais ont des sourcils nettement roussâtres et un croupion lavé de roux.

## Répartition
Cet oiseau est endémique des îles du Cap-Vert où il est le moineau le plus fréquent.

## Comportement
Cette espèce est sociable.

## Reproduction
Le Moineau du Cap-Vert niche en colonies lâches. Le nid est édifié dans les cavités des falaises, des bâtiments et des murs de pierres. Sur certaines îles, il se reproduit dans les colonies d'oiseaux marins.